# Tomioka Sadayasu
Tomioka Sadayasu est un nom japonais traditionnel ; le nom de famille (ou le nom d'école), Tomioka, précède donc le prénom (ou le nom d'artiste).
Le baron Tomioka Sadayasu (富岡 定恭, Tomioka Sadayasu) (24 décembre 1854 - 1er juillet 1917) est un amiral de la marine impériale japonaise.

## Biographie
Tomioka est le fils aîné d'un samouraï au service du domaine de Matsushiro dans l'actuelle préfecture de Nagano.
En septembre 1876, Tomioka intègre la 5e promotion de l'académie navale impériale du Japon et en sort major. En 1878, il sert comme cadet dans la marine britannique sur le HMS Audacious. De retour au Japon, il sort diplômé de l'école navale impériale du Japon. Durant la première guerre sino-japonaise, Tomioka sert comme commandant en second sur le croiseur Itsukushima (en). Il sert ensuite comme capitaine du bateau d'expédition Tatsuta (en), instructeur à l'académie navale impériale, capitaine du croiseur Yakumo et du cuirassé Shikishima (en) et directeur du 1er bureau de l'État-major de la marine impériale japonaise.
Tomioka est promu contre-amiral en juillet 1903. Durant la guerre russo-japonaise, il est dans la même équipe de stratèges qu'Akiyama Saneyuki, et sert comme commandant de l'académie navale impériale. Après la guerre, il est commandant-en-chef de la flotte d'entraînement et est promu vice-amiral en mars 1907.
Tomioka reçoit le titre de baron (danshaku) selon le système de noblesse kazoku en septembre 1907. Après avoir servi comme commandant-en-chef du district de garde de Takeshiki et du district de garde de Ryojun, il entre dans la réserve en décembre 1911.
De 1914 à sa mort en juillet 1917, Tomioka est vice-président de l'association militaire impériale. Son fils Sadatoshi Tomioka est également amiral, servant durant la Seconde Guerre mondiale.